# Belobaka (Tsiroanomandidy)
Pour les articles homonymes, voir Belobaka.
Belobaka est une commune rurale malgache située dans la partie ouest de la région de Bongolava.